# Georg de Hesse-Darmstadt
Prințul Georg de Hesse-Darmstadt (1669 – 13 septembrie 1705) a fost mareșal în armata austriacă. Este cunoscut pentru cariera sa militară în Spania Habsburgică ca vicerege al Cataloniei (1698–1701), șeful armatei austriece în  Războiul Spaniol de Succesiune (1701–1705) și guvernator al Gibraltar-ului în 1704. În Apania este cunoscut ca  Jorge de Darmstadt și în catalană ca Jordi Darmstadt.

## Biografie
Născut la Darmstadt, Hesse, Germania în 1669, Georg Ludwig de Hesse-Darmstadt a fost al treilea fiu al lui Ludovic al VI-lea, Landgraf de Hesse-Darmstadt. După decesul timpuriu al tatălui său, când Georg avea nouă ani, el a fost crescut de mama sa, Elisabeta Dorothea de Saxa-Gotha-Altenburg. În 1686 el și-a început Marele Tur (o formă de educație pentru prinți) călătorind prin Franța și Elveția.
Fiind fiul cel mic, el avea șanse slabe să devină Landgraf, așa că a fost destinat unei cariere militare.
Inițial, el a luptat împotriva turcilor sub comanda Prințului Eugen de Savoia. El a fost prezent în Bătălia de la Mohács (1687). Apoi el s-a alăturat lui William al III-lea de Orania în campania irlandeză. După ce s-a întors el s-a convertit la catolicism și a devenit Generalfeldwachtmeister (echivalent cu general maior) în armata austriacă în 1692, la vârsta de 23 de ani.
A urmat lupta împotriva francezilor în Războiul de Nouă Ani. În 1695 a fost trimis de împărat în Spania ca șef al armatei unite de 2000 de soldați germani pentru a ajuta Catalunia împotriva trupelor și forțelor navale franceze.
În 1697 el a apărat Barcelona care era sub asediul condus de Ducele de Vendôme pe uscat și amiralul D’Estrées pe mare. În cele din urmă, orașul s-a predat după un asediu care a durat 52 de zile. Acest lucru a fost ordonat de la Madrid și împotriva voinței Prințului Georg Ludwig.
După război a fost onorat în Spania și dăruit gradul de cavaler al Ordinului Lânii de Aur în 1697. După retragerea francezilor, el a devenit vicerege al Cataluniei, fiind înregistrat în evidențele oficiale spaniole ca Jorge de Darmstadt. El a învățat puțin catalana și a inițiat unele reforme, acest lucru făcându-l destul de popular în regiune. În 1699 a fost numit General der Kavallerie (general de cavalerie).
În 1700 regele Carlos al II-lea a murit și a fost succedat de regele francez Filip al V-lea. Prințul Georg Ludwig a fost înlocuit în 1701 de un vicerege pro-Bourbon: Luis Antonio Tomás Fernández de Portocarrero, iar Prințul Georg s-a întors în Austria. Aici, a primit ordin de la împăratul Leopold să negocieze o alianță cu Anglia și Portugalia pentru a susține dreptul la tronul Spaniei a fiului împăratului Leopold, Arhiducele Carol.